# Campus de Cáceres
El campus  de Cáceres es un campus universitario localizado en la ciudad española de Cáceres y fundado en 1973. Forma parte del sistema de campus de la Universidad de Extremadura y oferta estudios de pregrado y posgrado en distintas ramas de conocimiento: ciencias de la salud, ingeniería, humanidades y ciencias sociales. 

## Historia

### Antecedentes (1971-1973)
El primer antecedente del campus de Cáceres tiene su origen en el año 1971, cuando se crea el Colegio Universitario de Filosofía y Letras de Cáceres, entonces adscrito a la Universidad de Salamanca. Un año después, en 1972, la Escuela Normal de Magisterio de Cáceres se transforma en Escuela Universitaria del Profesorado de EGB de Cáceres al integrarse también en la Universidad de Salamanca.

### Primera etapa (1973-1982)
En mayo de 1973 nace el actual campus de Cáceres, al dejar de depender estos dos centros de la Universidad de Salamanca e integrarse en el sistema de campus de la Universidad de Extremadura.  Desde entonces, la oferta educativa se ha ido ampliando hasta llegar a contar con siete facultades y una escuela universitaria. En octubre de ese mismo año se crean la Facultad de Derecho y la Facultad de Filología. Esta última se transformará en 1974 en la actual Facultad de Filosofía y Letras. El Campus de Cáceres confirma así un perfil de especialización en ciencias sociales y humanidades que lo caracterizaría en su primera etapa. 

### Segunda etapa (1982-actualidad)
En 1982, esta marcada especialización comienza a reducirse con la creación de la Facultad de Veterinaria y la Escuela Politécnica, con las que el Campus de Cáceres empieza a impartir enseñanzas relacionadas con las ciencias de la salud, naturales y técnicas. Un paso más en esta dirección fue la creación de la Facultad de Enfermería y Terapia Ocupacional.

## Información académica

### Organización
El campus de Cáceres se organiza en facultades y escuelas universitarias. Estas, a su vez, se dividen en departamentos. El campus está conformado por los siguientes centros:
| Logo                                                                             | Centro                                          | Año de Fundación | Dirección                    |
| -------------------------------------------------------------------------------- | ----------------------------------------------- | ---------------- | ---------------------------- |
|                                                                                  | Apartamentos Universitarios                     |                  | Avenida de las Letras        |
|                                                                                  | Biblioteca Central                              |                  | Avenida de las Letras        |
|                                                                                  | Edificio de Usos Múltiples                      |                  | Avenida de las Ciencias      |
|                                                                                  | Edificio Rectorado                              |                  | Plaza de Caldereros          |
| https://commons.wikimedia.org/wiki/File:Escuela_Polit%C3%A9cnica.jpeg            | Escuela Politécnica                             | 1974             | Avenida de las Letras        |
| https://commons.wikimedia.org/wiki/File:Facultad_de_Ciencias_del_Deporte.png     | Facultad de Ciencias del Deporte                | 1994             | Avenida de las Ciencias      |
| https://commons.wikimedia.org/wiki/File:Facultad_de_Derecho_UEX.png              | Facultad de Derecho                             | 1973             | Avenida de las Letras        |
|                                                                                  | Facultad de Enfermería y Terapia Ocupacional    | 1971             | Avenida de las Ciencias      |
|                                                                                  | Facultad de Estudios Empresariales y Turismo    |                  | Avenida de la Universidad    |
| https://commons.wikimedia.org/wiki/File:Facultad_Filosof%C3%ADa_y_Letras_UEX.jpg | Facultad de Filosofía y Letras                  | 1974             | Avenida de las Letras        |
|                                                                                  | Facultad de Formación del Profesorado           | 1973             | Avenida de las Letras        |
| https://commons.wikimedia.org/wiki/File:Facultad_de_Veterinaria.jpeg             | Facultad de Veterinaria                         | 1983             | Avenida de las Ciencias      |
|                                                                                  | Institutos Universitarios de Investigación      |                  | Avenida de las Ciencias      |
|                                                                                  | Instituto de Lenguas Modernas                   |                  | Avenida Virgen de la Montaña |
|                                                                                  | Palacio de la Generala                          |                  | Plaza de Caldereros          |
|                                                                                  | Parque Científico y Tecnológico                 |                  | Avenida de las Ciencias      |
|                                                                                  | Residencia Universitaria Mario Roso de Luna     |                  | Avenida de la Universidad    |
| https://commons.wikimedia.org/wiki/File:Safyde.jpg                               | Servicio de Actividad Física y Deporte (SAFYDE) |                  | Avenida de las Letras        |

### Publicaciones
El campus de Cáceres cuenta con un Servicio de Publicaciones a través del cual se editan revistas como Anuario de estudios filológicos, Anuario de la Facultad de Derecho, Cauriensia. Revista anual de ciencias eclesiásticas, Cuadernos de filología francesa, Norba. Revista de arte, Norba. Revista de geografía, Norba. Revista de historia y Limite. Revista de estudios portugueses y de la lusofonía. El Departamento de Historia de la Facultad de Filosofía y Letras publica la revista Tiempo presente. Revista de historia, de periodicidad anual, especializada en historia del tiempo presente.

### Colaboraciones
El campus de Cáceres ha firmado varios convenios de colaboración con instituciones públicas como el Ayuntamiento de Cáceres y la Diputación Provincial de Cáceres con el fin de aplicar los resultados de la investigación llevada a cabo en la universidad en actividades sociales y económicas.

### Clasificaciones universitarias
Según la clasificación universitaria realizada anualmente por el diario El Mundo, la Facultad de Ciencias del Deporte del Campus de Cáceres está entre las cinco mejores de España.

## Ayudas financieras y becas
El Campus de Cáceres y la Fundación Tatiana Pérez de Guzmán el Bueno cuentan con un programa de becas conjunto, de convocatoria bianual, para estudiantes de doctorado en los campos científico, biomédico y técnico.

## Instalaciones

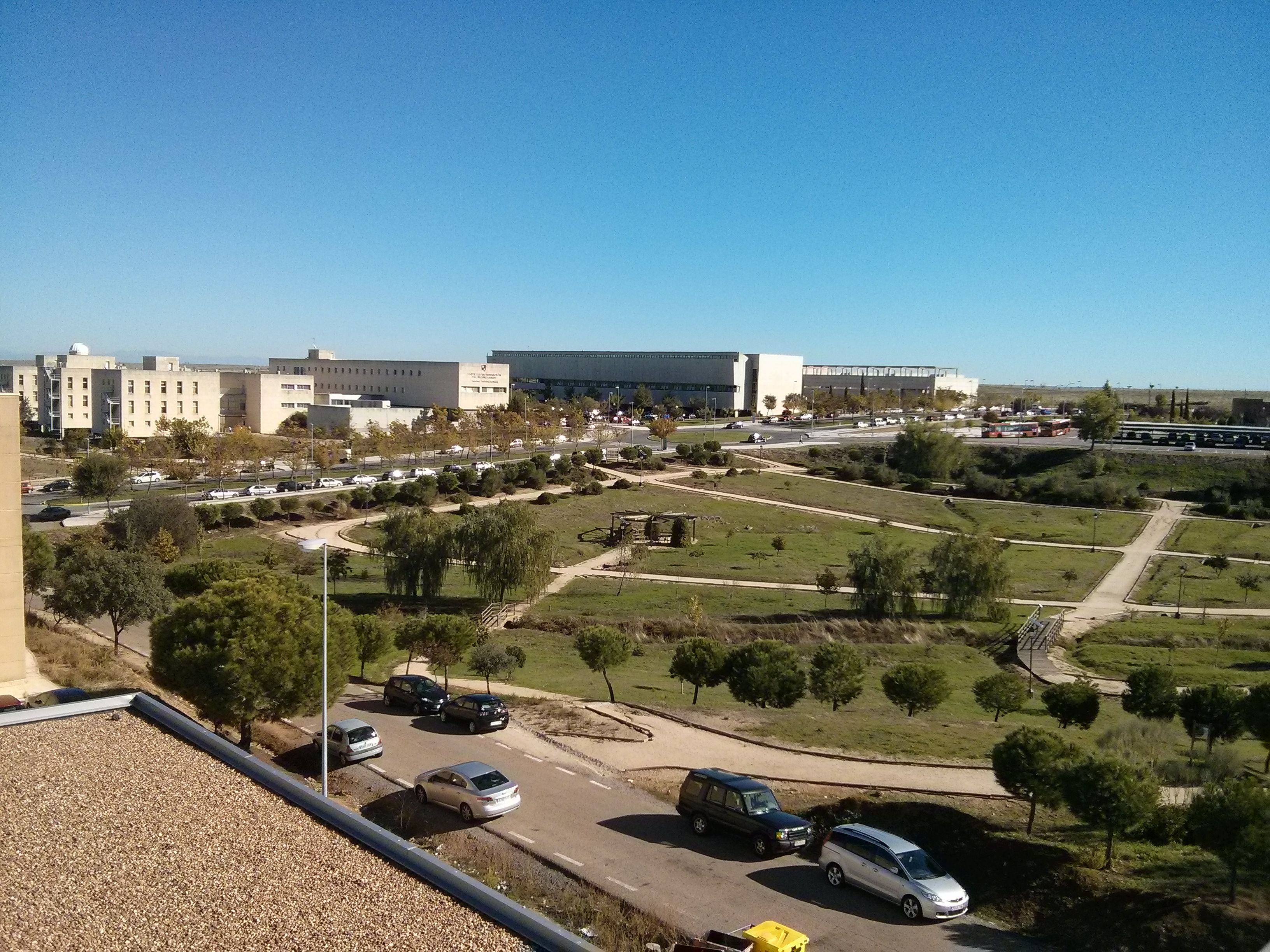
Vista del Campus de Cáceres

### Bibliotecas
El sistema de bibliotecas del Campus de Cáceres está formado por cinco bibliotecas especializadas en enfermería y terapia ocupacional, ciencias del deporte, derecho, veterinaria y estudios empresariales y turismo, además de la Biblioteca Central de carácter genérico.

### Equipamiento para la investigación
El campus de Cáceres cuenta con un observatorio astronómico dotado con un telescopio catadióptrico de 20.3 cm ubicado en Aldea Moret, a las afueras de Cáceres. Trabaja conjuntamente con observatorio catadióptrico de 35,5 cm instalado en el Observatorio "Las Pegueras" Navas de Oro (Segovia), estando ambos dedicados a la fotometría en banda V, banda R y espectroscopia de estrellas variables, y también con el observatorio universitario situado en el campus de Badajoz.

## Tradiciones y cultura
El día 26 de abril, la Facultad de Filosofía y Letras del Campus de Cáceres celebra el Día de las Letras con motivo de la festividad de su patrón san Isidoro de Sevilla. Las celebraciones se estructuran en torno a la Mañana de las Letras, en la que se celebran conferencias en el centro de la ciudad de Cáceres, y la Noche Blanca de las Letras, con representaciones teatrales y espectáculos de títeres y en la que se da a conocer el fallo del Concurso Literario San Isidoro de Sevilla y se entregan los premios a los ganadores de las Olimpiadas de Latín y Griego de ese año.
La Escuela Politécnica organiza cada mes de mayo, en celebración de su patrón, diversas conferencias, proyecciones audiovisuales, catas gastronómicas y eventos deportivos. En el marco de esta celebración se incluyen la Feria Tecnológica SmartX y el festival de música Tecnicasound.

## Comunidad

### Estudiantes
En el curso académico 2013-2014, el Campus de Cáceres contaba con 10 279 estudiantes, de los que 9366 eran alumnos de pregrado y 913 de posgrado. El 8,4 % de los alumnos provenían de fuera de Extremadura según datos del curso académico 2009-2010.

### Profesores
En el curso académico 2013-2014, el Campus de Cáceres contaba con 759 profesores. El 64 % del total poseía título de doctor. En este sentido, destacaban la Facultad de Veterinaria, en la que el 99 % del profesorado era doctor, la Facultad de Filosofía y Letras (85 %) y la Facultad de Ciencias del Deporte (79 %).